# Paul Smeulders
Paul Henricus Maria Smeulders (Helmond, 15 juli 1987) is een Nederlands bestuurder en GroenLinks-politicus. Sinds 8 juni 2022 is hij wethouder van Arnhem. Daarvoor was hij lid van de Tweede Kamer der Staten-Generaal (2018-2021), wethouder van Helmond (2014-2018) en lid van de Provinciale Staten van Noord-Brabant (2011-2014).

## Opleiding
Smeulders is van opleiding bestuurskundige. Tussen 2004 en 2008 studeerde Smeulders bij de Avans Hogeschool in Den Bosch. Na zijn bachelor bestuurskunde haalde Smeulders in 2010 een master bestuurskunde aan Universiteit van Tilburg. Voor zijn afstudeeronderzoek liep hij stage bij Brainport Development in Eindhoven. Hij volgde onder andere vakken bij Wim van de Donk, die later Commissaris van de Koningin in Noord-Brabant was op het moment dat Smeulders lid van de Provinciale Staten was.

## Gemeentepolitiek
Tussen 2006 en 2010 en sinds 2014 is hij actief in de Helmondse gemeentepolitiek: bij de gemeenteraadsverkiezingen van 2006 stond Smeulders, als achttienjarige, tweede op de lijst van GroenLinks in Helmond. Hij werd niet gekozen maar werd wel commissielid in de commissie Ruimtelijk-Fysiek. Als zodanig sprak hij zich uit tegen de nieuwbouwplannen van de gemeente. In 2010 was hij lijstduwer bij de raadsverkiezingen en stopte hij als commissielid.
In 2014 werd Smeulders wethouder in Helmond. Hij kreeg de portefeuille Financiën, Duurzaamheid en Grondzaken. Hij was tevens zesde locoburgemeester. Met zijn 26 jaar bij aantreden was hij de jongste wethouder ooit in Helmond.
Als wethouder financiën loodste hij in 2017 de gemeentebegroting unaniem door de raad; dat was geen van zijn voorgangers eerder gelukt. Als wethouder duurzaamheid nam hij het initiatief om in samenwerking met de Technische Universiteit Eindhoven de nieuwe wijk Brandevoort-Noord "de slimste wijk van Nederland" te maken. Ook nam hij het initiatief voor een duurzaamheidstop in Helmond met het bedrijfsleven, scholen, ambtenaren, verenigingen en groene clubs waar plannen werden gemaakt om Helmond in 2035 energie-neutraal te maken. Deze plannen zijn unaniem omarmd door de gemeenteraad.
Op 18 januari 2018 werd Smeulders verkozen tot Beste Lokale Bestuurder van 2017 door Binnenlands Bestuur. Hij werd geprezen als "[e]en geboren netwerker, communicatief, daadkrachtig en vernieuwend." Hij was in 2016 ook al genomineerd.
Smeulders werd na de gemeenteraadsverkiezingen van 2022 zowel informateur als formateur in Arnhem en smeedde hij een coalitie van GroenLinks, D66, Arnhem Centraal, Partij voor de Dieren, PvdA en Volt. Sinds 8 juni 2022 is Smeulders namens GroenLinks wethouder van Financiën, Wonen, Grondzaken, Gemeentelijk vastgoed en Asiel, Vluchtelingen en inburgering in Arnhem. Daarnaast is hij de 6e locoburgemeester en wijkwethouder van Rijkerswoerd, Kronenburg en Vredenburg.

## Provinciale politiek
Tussen 2007 en 2014 was Smeulders actief in de Noord-Brabantse provinciepolitiek: bij de Provinciale Statenverkiezingen 2007 stond Smeulders, vijfde op de lijst van GroenLinks in Noord-Brabant. Hij werd niet gekozen. In augustus 2007 lanceerde Smeulders samen met zijn broer Stijn Smeulders en Paul Celie een petitie om Brabant het Brabants volkslied te maken. De actie haalde 21366 handtekeningen op maar de Provinciale Staten wees het voorstel af. Vanaf april 2008 werd hij commissielid, voor Economie, Mobiliteit en Grotestedenbeleid in de Provinciale Staten.
In 2011 werd Smeulders lijsttrekker voor de Provinciale Staten. Hij was in 2011 met 23 jaar de jonge lijsttrekker ooit voor de provinciale staten. De campagne van Smeulders in Noord-Brabant werd door Jack de Vries en Kay van der Linde "een opmerkelijk geavanceerde verkiezingscampagne waar diverse landelijke campagnestaven nog wat van kunnen leren" genoemd. Bij de verkiezingen ging GroenLinks in Noord-Brabant van twee naar drie zetels. Smeulders werd fractievoorzitter en was lid van de themacommissie-Transitie Stad en Platteland die zich boog over de toekomst van de landbouw in Noord-Brabant. In Provinciale Staten sprak hij zich uit tegen megastallen, schaliegas en kernafval in de Brabantse grond en voor openbare watertappunten. In 2014 verliet hij de Staten om wethouder in Helmond te worden.

## Natuurbeweging
Na zijn studie werkte Smeulders eerst kortstondig als adviseur bij M-touch, een adviesbureau op het gebied van omgevingsbeleid. Smeulders werkte vanaf april 2011 bij Natuurmonumenten als adviseur public affairs. Hij geldt als 'de meest effectieve lobbyist die de groene wereld op het Binnenhof heeft rondlopen.' Vanaf 2014 combineerde hij deze functie in deeltijd met zijn wethouderschap. Hij richtte zich niet langer op de Haagse lobby maar coördineerde de inzet van Natuurmonumenten om de biodiversiteit buiten natuurgebieden te versterken.

## Nationale politiek
Voor de Tweede Kamerverkiezingen van 15 maart 2017 was Smeulders door de kandidatencommissie van GroenLinks voorgedragen voor plek 12 van de kieslijst. De commissie omschreef Smeulders "als debattijger en ervaren coalitiesmeder". De leden plaatsten Smeulders op plek 13. GroenLinks haalde 14 zetels. Vanwege voorkeursstemmen voor de nummers 14 (Lisa Westerveld) en 19 (Isabelle Diks) heeft Smeulders net niet een zetel kunnen bemachtigen. Omdat Linda Voortman voortijdig de Kamer verliet om wethouder te worden in Utrecht, kon hij alsnog de Kamer in.
Smeulders was tweemaal eerder kandidaat voor GroenLinks bij landelijke verkiezingen op een niet-verkiesbare plaats: In 2010 stond Smeulders op plek 22 van de kandidatenlijst van GroenLinks voor de Tweede Kamerverkiezingen. In 2014 stond Smeulders op plek 14 van de kandidatenlijst van GroenLinks voor de Europees Parlementsverkiezingen.
Op 6 juni 2018 werd Smeulders geïnstalleerd als lid van de Tweede Kamer in de vacature die was ontstaan na het vertrek van Linda Voortman. Hij was woordvoerder arbeidsmarkt, inkomen, pensioenen, wonen en ruimtelijke ordening.
Als lid van de Tweede Kamerfractie zette Smeulders zich in voor oplossingen voor de wooncrisis. Hij diende de initiatiefwet Eerlijke Huur in, die marktwerking in de vrije huursector tegengaat zodat woonruimte voor jongeren en starters betaalbaar blijft. Ook presenteerde hij plannen om speculatie met woningen tegen te gaan en wil hij de sociale huursector weer meer positie geven. Eind 2020 sloten GroenLinks-partijleider Jesse Klaver en Smeulders - samen met Lodewijk Asscher en Henk Nijboer van de PvdA - een woonakkoord met het kabinet. De huurverhoging in de vrije sector werd beperkt tot het inflatiepercentage plus 1 procent. Ook hielden alleenstaanden gemakkelijker toegang tot een sociale huurwoning en stelt de Rijksoverheid voor het eerst in meer dan 10 jaar weer geld beschikbaar voor kwetsbare wijken. De Tweede Kamer stemde 9 december 2020 in met het amendement van Smeulders en Nijboer om een Volkshuisvestingsfonds in te stellen van 450 miljoen euro.
Samen met partijleider Jesse Klaver onderhandelde hij met premier Rutte en minister Koolmees over de steun van GroenLinks aan het pensioenakkoord. Door de inzet van GroenLinks en de PvdA is hierin onder andere geregeld dat de AOW-leeftijd minder hard stijgt, dat mensen met zware beroepen eerder kunnen stoppen met werken en dat meer mensen pensioen gaan opbouwen.
Voor het derde coronasteunpakket (september 2020) onderhandelden Jesse Klaver en Paul Smeulders met de ministers Koolmees (Sociale Zaken) en Hoekstra (Financiën) over de steun van GroenLinks. In ruil voor de steun omarmde het kabinet het voorstel om tijdens de coronacrisis de bijstandsregels voor jongeren te versoepelen. Smeulders deed daarnaast voor dit steunpakket samen met Judith Tielen van de VVD het voorstel om 50.000 mensen die zich willen oriënteren op een nieuwe toekomst een gratis loopbaangesprekken te laten aanvragen.
In 2019 diende Smeulders de initiatiefnota "Samen de Baas" in om meer zeggenschap te creëren voor medewerkers in de zorg, het onderwijs en bij de politie. Hij kreeg brede steun voor zijn voorstel samen met de SGP voor meer ruimte voor rouw op het werk. Samen met GroenLinks Kamerlid Corinne Ellemeet schreef Smeulders de initiatiefnota “Een eigen thuis, voor nu en morgen.” Daarin presenteren zij een plan om wonen en ouderenzorg te integreren en de grote tekorten aan seniorenwoningen aan te pakken.
Op 30 maart 2021 nam hij afscheid van de Tweede Kamer.

## Persoonlijk
PvdA-politicus Stijn Smeulders is zijn broer, diens vrouw is D66-politica Gaby van den Waardenburg. GroenLinks-politica Tineke Strik is een nicht van Smeulders' moeder. Op 18 juli 2012 was Smeulders op vakantie slachtoffer van een veerbootramp in Tanzania, waarbij 297 van de 447 opvarenden om het leven kwamen. Smeulders is veganist. Smeulders' hobby is wielrennen. Wout Poels is zijn fietsmaat.
- Parlement.com: vk9efsxa28t8